# Палатографија
Палатографија је експериментална техника у артикулационој фонетици. Циљ палатографије је да се утврди тачан положај језика у односу на непце приликом изговарања непчаних сугласника. Ова метода користи се пре свега у теренском раду на опису мање познатих језика. Резултати палатографије користе се у Међународној фонетској транскрипцији (ИПА).

## Опис методе
- Фарбање језика црном бојом
- Огледалце под углом од 45 степени
- Фотографија отиснутог дела
- Овако добијен отисак непца назива се палатограм.
- Слика језика назива се лингвограм.

| Непчани гласови у српском језику |
| -------------------------------- |
| Ђ, Ж, Ј, Љ, Њ, Ћ, Ч, Џ, Ш,       |

## Електропалатографија
Електропалатографија је вид палатографије у којој се користи лажно (простетичко) непце са сензорима. Поступак тече тако што се прати контакт језик-непце у континуираном говору. Електропалатограм је низ слика. Користи се софтверска анализа како би се добили резултати.

## Ограничења методе
- Изолован глас
- Спорост
- Могу се проучавати само непчани гласови